# Sielsowiet wiktorowski
Sielsowiet wiktorowski (ros. Викторовский сельсовет) – jednostka administracyjna (osiedle wiejskie) wchodząca w skład rejonu korieniewskiego w оbwodzie kurskim w Rosji.
Centrum administracyjnym sielsowietu jest wieś (ros. деревня, trb. dieriewnia) Wiktorowka.

## Geografia
Powierzchnia sielsowietu wynosi 71,05 km².

## Historia
Status i granice sielsowietu zostały określone ustawami z 2004 i z 2010 roku.

## Demografia
W 2017 roku sielsowiet zamieszkiwało 713 mieszkańców.

## Miejscowości
W skład sielsowietu wchodzą miejscowości: Wiktorowka, Biachowo, Gordiejewka, Troickoje, Uspienowka, Wniezapnoje.